# 페니파딩

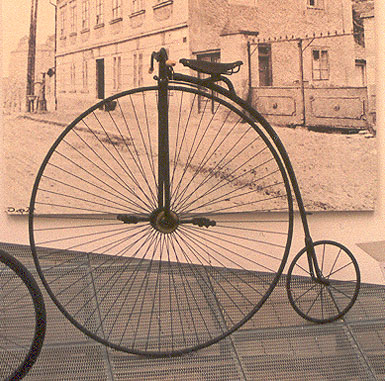
체코 공화국 스코다오토 박물관에 있는 페니파딩 사진

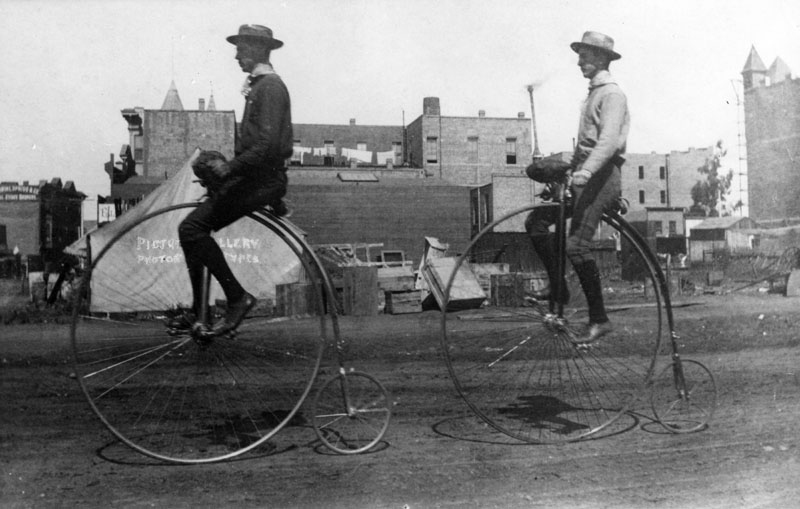
캘리포니아 1886년 페니파딩을 타는 사내

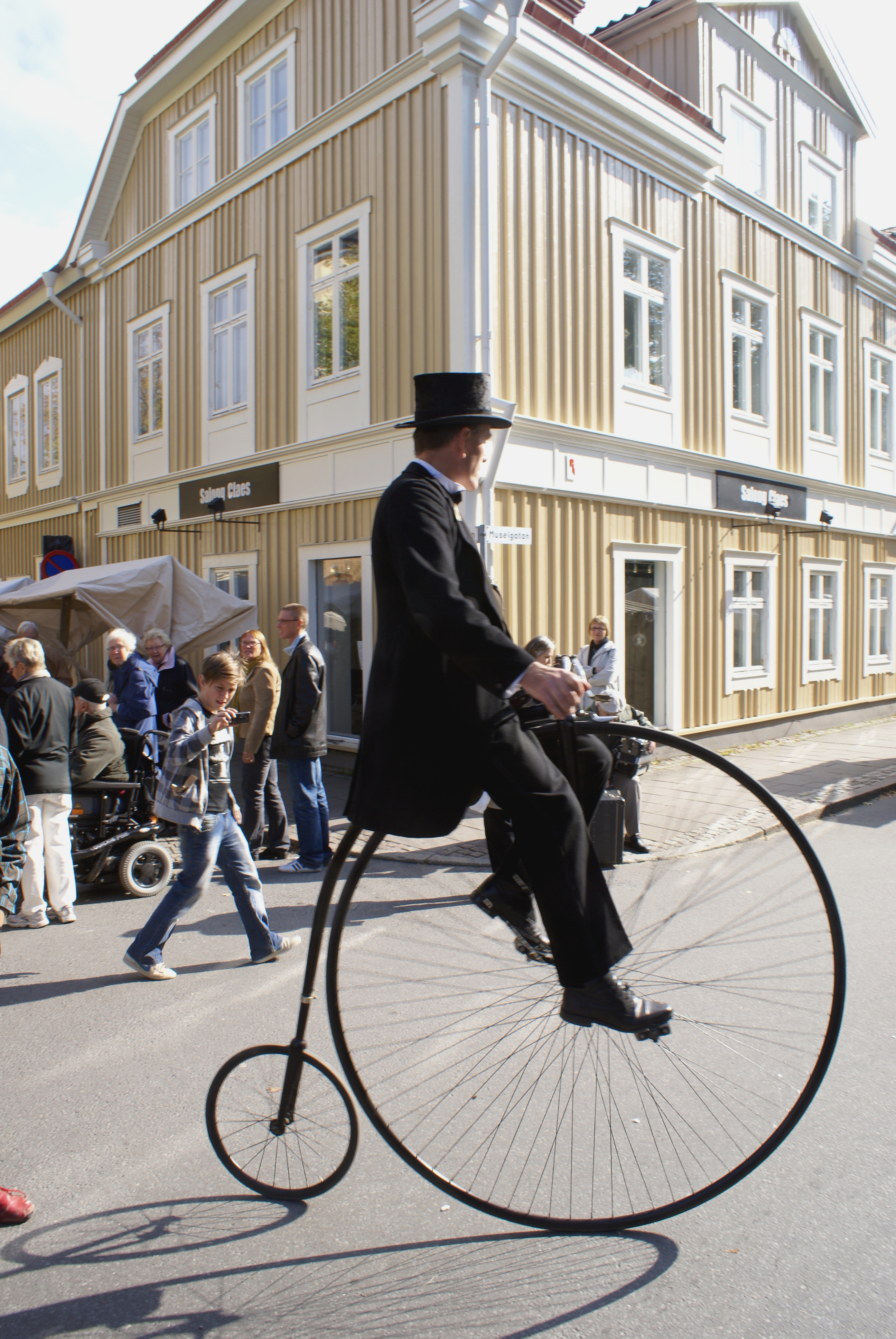
스웨덴의 벨로시페드

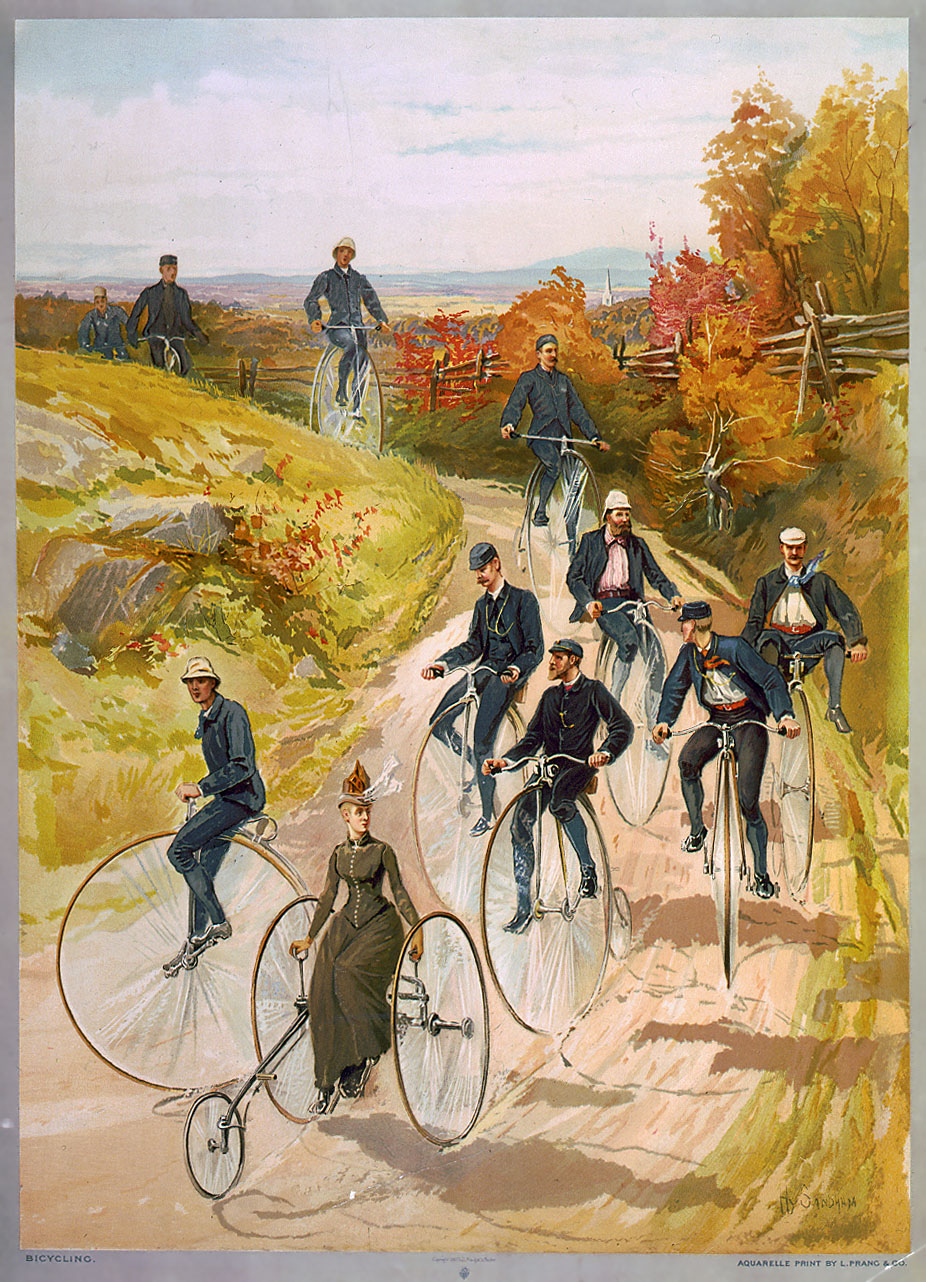
1887년 시골길 여행

페니파딩 부품

페니파딩(영어: penny-farthing)은 큰 앞 바퀴에 매우 작은 뒷 바퀴가 달린 자전거로 1880년대에 안전 자전거가 나올때까지 유행했다. 높은 바퀴(high wheel, high wheeler), 보통 자전거(ordinary, 오디너리) 등으로 불렸다.

## 역사
페니파딩이라는 이름은 안전 자전거가 나온 이후에 구별하기 위해 붙인 이름으로 첫 기록은 1891년에야 나타난다. 자전거 이름은 영국 페니와 파딩 동전에서 유래되었는데, 파딩 동전에 비해 훨씬 큰 페니가 앞에 달린 옆 모습을 본 따 붙였다.
1870년대 자전거 산업의 아버지로 불리는 제임스 스탈리 등이 프랑스 본세이커를 본 뜬 자전거를 만들기 시작했는데, 앞바퀴가 클수록 빠른 속도가 나오는 직접 구동 방식의 특성 때문에 1878년에는 지름이 1.5m까지 커졌다. 앨버트 포프는 보스턴 외곽에서 컬럼비아 자전거 회사를 차려 이후 미국에서 20년간 전성기를 누렸다.
유행이란 오래가기 힘든 법인데도 페니파딩은 빅토리아 시대 후기에는 그 시대의 상징이 되었으며, 때마침 자전거 타기가 운동 경기로 유행하게 되면서 더욱 유명해졌다.

### 유래와 발전
프랑스 사람 유진 메이어는 국제 자전거 역사 모임에서 제임스 스탈리 대신에 “높은 자전거”의 아버지로 여겨진다. 메이어는 1869년에 바퀴살을 하나 하나 조절할 수 있는 쇠살 당김 바퀴를 발명하였다. 영국에 들어올 때는 거미 바퀴라 불렀다. 메이어는 전통적인 높은 자전거를 1880년대까지 만들었다.
영국 코번트리에 살던 제임스 스탈리는 수직 바퀴 살을 덧붙여 “에어리얼”이라는 자전거로 유명해졌으며, 영국 자전거 산업의 아버지로 불린다. 볼베어링, 타이어와 속빈 쇠 뼈대는 표준이 되어 가볍고 좀 더 부드럽게 움직이게 되었다.

## 같이 보기
- 외발자전거